# Daisy (BONNIE PINKの曲)
『Daisy』（デイジー）は、BONNIE PINKの9枚目のシングル。1999年10月6日発売。発売元はイーストウエスト・ジャパン、販売元はワーナーミュージック・ジャパン。CDコードはAMCN-4450。

## 解説
- 「Daisy」はワーナーミュージック・ジャパン移籍第一弾シングルで、前作から1年ぶりとなるシングル。
- アコースティックな5つの楽曲から成る、ミニアルバム的なシングル。
- 初のロサンゼルスでのレコーディング。
- 初回限定盤は24ページ・ブックレット仕様。
- 前作アルバムで少しだけ披露したアコースティック・ギターを全面的にフィーチャー。
- 自身初のチャートTOP10入りを果たした。（オリコン）
- 「Daisy」は直訳すると花の「ヒナギク」の意味。

## 収録曲
1. shortcut （0:44）
（作曲:Bonnie Pink）
　　インストルメンタル曲～アコースティック・ギター：Bonnie Pink
2. Daisy （2:59）
（作詞・作曲:Bonnie Pink）
　　昭和産業「太陽のリストランテパスタ」CMソング
3. not ready （4:22）
（作詞・作曲:Bonnie Pink）
4. toughness （4:13）
（作詞・作曲:Bonnie Pink）
5. Hang Glider （4:20）
（作詞・作曲:Bonnie Pink）

- 全曲ボーカル・アレンジ：Bonnie Pink

## 収録アルバム
- 『Every Single Day -Complete BONNIE PINK（1995-2006）-』（2.）
- 全曲オリジナル・アルバム未収録